# Grand Prix de triathlon 2020
Navigation
Grand Prix de triathlon 2019 Grand Prix de triathlon 2021
Le Grand Prix de triathlon 2020 est composée de trois courses organisées par la Fédération française de triathlon (FFTRI). Chaque course est disputée au format « sprint » soit 750 m de natation, 20 km de cyclisme et 5 km de course à pied. 
Le Grand Prix de triathlon 2020 se déroule du 22 août au 3 octobre 2020.
En raison de la pandémie de maladie à coronavirus de 2019-2020, les étapes de Dunkerque (21 juin 2020), Muret (26 juillet 2020) et La Baule (12 septembre 2020) sont annulées.

## Calendrier
| Étapes   | Date             | Villes       |
| -------- | ---------------- | ------------ |
| 1° étape | 22 août 2020     | Châteauroux  |
| 2° étape | 5 septembre 2020 | Quiberon     |
| 3° étape | 3 octobre 2020   | Les Herbiers |

## Équipes engagées

### Hommes
- Poissy Triathlon
- Triathlon Club Liévin
- St-Jean-de-Monts-Vendée Triathlon
- Triathlon Toulouse Métropole
- Les Sables Vendée Triathlon
- Metz Triathlon
- Montluçon Triathlon
- Sainte Geneviève Triathlon
- Triathl'Aix
- Vitrolles Triathlon
- Valence Triathlon
- Chambéry Triathlon
- Evreux AC Triathlon
- Montpellier Triathlon
- Tri Val de Gray
- Versailles Triathlon

### Femmes
- Poissy Triathlon
- Metz Triathlon
- Issy Triathlon
- Tri Val de Gray
- Triathlon Club Liévin
- Triathlon Club Châteauroux Métropole 36
- Stade Poitevin Triathlon
- Les Tritons Meldois
- Vallons de la Tour Triathlon
- T.C.G. 79 Parthenay
- Sardines Triathlon
- Tri Saint Amand Dun 18
- La Rochelle Triathlon
- Brive Limousin Triathlon
- Groupe Triathlon de Vesoul Haute-Saône
- Dijon Triathlon

## Résultats

### Châteauroux
| Position           | Hommes                  | Femmes           |
| ------------------ | ----------------------- | ---------------- |
| Médaille d'or      | Poissy Triathlon        | Poissy Triathlon |
| Médaille d'argent  | Triathlon Club Liévin   | Metz Triathlon   |
| Médaille de bronze | St-Jean-de-Monts Vendée | Tri Val de Gray  |

### Quiberon
| Position           | Hommes                | Femmes           |
| ------------------ | --------------------- | ---------------- |
| Médaille d'or      | Triathlon Club Liévin | Metz Triathlon   |
| Médaille d'argent  | Poissy Triathlon      | Poissy Triathlon |
| Médaille de bronze | Metz Triathlon        | Tri Val de Gray  |

### Les Herbiers
| Position           | Hommes                   | Femmes           |
| ------------------ | ------------------------ | ---------------- |
| Médaille d'or      | Poissy Triathlon         | Poissy Triathlon |
| Médaille d'argent  | Valence Triathlon        | Metz Triathlon   |
| Médaille de bronze | Triathlon Club de Liévin | Issy Triathlon   |

## Classement général final[2]
| Position           | Hommes                            | Hommes | Femmes                                  | Femmes |
| Position           | Équipes                           | Points | Équipes                                 | Points |
| ------------------ | --------------------------------- | ------ | --------------------------------------- | ------ |
| Médaille d'or      | Poissy Triathlon                  | 58     | Poissy Triathlon                        | 56     |
| Médaille d'argent  | Triathlon Club de Liévin          | 54     | Metz Triathlon                          | 44     |
| Médaille de bronze | St-Jean-de-Monts Vendée Triathlon | 44     | Tri Val de Gray                         | 44     |
| 4e                 | Metz Triathlon                    | 40     | Issy Triathlon                          | 37     |
| 5e                 | Valence Triathlon                 | 38     | Triathlon Club de Liévin                | 37     |
| 6e                 | Les Sables Vendée Triathlon       | 38     | Les Tritons Meldois                     | 33     |
| 7e                 | Montluçon Triathlon               | 32     | Triathlon Club Châteauroux Métropole 36 | 32     |
| 8e                 | Vitrolles Triathlon               | 27     | T.C.G. 79 Parthenay                     | 29     |
| 9e                 | Triathl'Aix                       | 26     | Vallons de la Tour Triathlon            | 25     |
| 10e                | Triathlon Toulouse Métropole      | 25     | La Rochelle Triathlon                   | 21     |
| 11e                | Montpellier Triathlon             | 24     | Stade Poitevin Triathlon                | 19     |
| 12e                | Chambéry Triathlon                | 24     | Groupe Triathlon de Vesoul Haute-Saône  | 16     |
| 13e                | Sainte Geneviève Triathlon        | 12     | Sardines Triathlon                      | 16     |
| 14e                | Evreux AC Triathlon               | 12     | Brive Limousin Triathlon                | 13     |
| 15e                | Tri Val de Gray                   | 11     | Tri Saint-Amand Dun 18                  | 8      |
| 16e                | Versailles Triathlon              | 9      | Dijon Triathlon                         | 7      |

## Résultats individuels
La troisième épreuve se déroulant à Les Herbiers a eu lieu sous des conditions climatiques intenses, l'étape est disputée sur un format relais en aquathlon et donc exclusivement par équipes. 
| Hommes                                                | Châteauroux | Quiberon |
| ----------------------------------------------------- | ----------- | -------- |
| Dorian Coninx (Poissy Triathlon)                      | 1er         |          |
| Kristian Blummenfelt (Valence Triathlon)              | 2e          |          |
| Léo Bergère (Saint Jean-de-Monts Vendée Triathlon)    | 3e          |          |
| Javier Gómez (Triathlon Club Liévin)                  |             | 1er      |
| Andrea Salvisberg (Triathlon Club Liévin)             |             | 2e       |
| Louis Vitiello (Saint Jean-de-Monts Vendée Triathlon) |             | 3e       |

| Femmes                              | Châteauroux | Quiberon |
| ----------------------------------- | ----------- | -------- |
| Émilie Morier (Issy Triathlon)      | 1er         |          |
| Mathilde Gaultier (Tri Val de Gray) | 2e          | 2e       |
| Zsanett Bragmayer (Metz Triathlon)  | 3e          |          |
| Angelica Olmo (Metz Triathlon)      |             | 1er      |
| Pauline Landron (Metz Triathlon)    |             | 3e       |